# Інноваційний парк (Університет штату Пенсільванія)
40°49′52″ пн. ш. 77°50′38″ зх. д. / 40.831° пн. ш. 77.844° зх. д.
Інноваційний парк Університету штату Пенсільванія — бізнес-дослідницький парк, що займає 118 акрів у Державному коледжі, штат Пенсільванія, який примикає до кампусу штату Пенн.
Опікуни університету призначили територію для дослідницького парку в 1989 році. Спочатку відомий як Державний дослідницький парк Пенна та відкритий у 1994 році, його заявленою місією було стати «місцем, де співробітництво між університетом та компаніями приватного сектора може зростати та сприяти передачі університетських знань на ринок». У липні 2000 року він був перейменований в Інноваційний парк у штаті Пенн.
На території розташована низка університетських офісів, Всесвітній кампус штату Пенн, конференційний центр та понад 25 приватних компаній. У 2005 році туди переїхали виробничі потужності WPSU-TV та WPSU-FM.